# Dicranomyia (Idioglochina) marmorata
Dicranomyia (Idioglochina) marmorata is een tweevleugelige uit de familie steltmuggen (Limoniidae). De soort komt voor in het Nearctisch gebied.